# Lucfajd

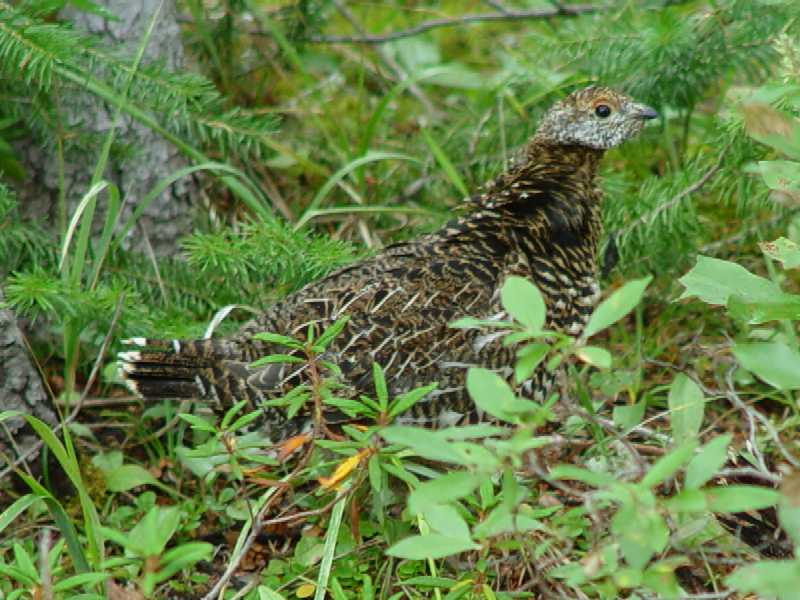
Tojó

A  lucfajd vagy fenyőfajd (Canachites canadensis) a madarak osztályának a tyúkalakúak (Galliformes) rendjéhez és a fácánfélék (Phasianidae) családjához tartozó Canachites nem egyetlen faja.

## Rendszerezés
Besorolása vitatott, egyes rendszerezők a Dendragapus nemhez sorolják Dendragapus canadensis néven, de helyezik a Falcipennis nembe is Falcipennis canadensis elnevezéssel.

## Előfordulása
Észak-amerikai faj, elterjedési területe felöleli Alaszkát, Kanada legnagyobb részét és él az Egyesült Államok következő államaiban is előfordul: Michigan, Washington, Oregon és Idaho. 
Fenyőerdőkben él.

## Alfajok
- Falcipennis canadensis canandensis – ez az alapfaj, ez él az elterjedési terület java részén.
- Falcipennis canadensis franklinii – ez az alfaj a Sziklás-hegység északi részében él. Faroktollainak vége nem gesztenyebarna, mint az alapfajnál, hanem fehér.

## Megjelenése
Hossza 38-43 centiméter. A hím színezete szürkésbarna, melle fekete, szélén fehér sávval. Torka fekete. Farka fekete, a vége gesztenyebarna.
A nászidőszakban a hímeknek vörös színű, csupasz folt található a szemöldökük környékén.
A tojók és a fiatal madarak barnás színűek, hasuk sötétebb barnával és fehérrel csíkozott. 
|  |  |

## Életmódja
Magányosan vagy kis családi csoportokban él. Nem túl félénk madár, az embert akár 6 méteres közelségbe is bevárja és olykor szabad kézzel el lehet kapni.
Tápláléka javarészt fenyőtűkből és fenyőmagvakból áll. A nyári időszakban fogyaszt leveleket, bogyókat is. A csibék sok rovartáplálékot fogyasztanak.

## Szaporodása
A párzási időszakban a hím mély hangú, messze hangzó kiáltásokkal csalogatja magához a tojókat. Ilyenkor jellegzetes testtartást vesz fel. Farkát kitárja, tollait felmereszti, szárnyaival verdes, és olykor aprókat ugrik is.
A tojó a fészkét a talajra rakja általában egy fiatal fenyő tövébe és fűvel és fenyőtűkkel béleli ki. 6–11 krémszínű, barna foltos tojást rak.